# Meziboří
Meziboří (en allemand : Schönbach) est une ville du district de Most, dans la région d'Ústí nad Labem, en République tchèque. Sa population s'élevait à 4 884 habitants en 2021.

## Géographie
Meziboří se trouve à 14 km au nord de Most, à 33 km à l'ouest d'Ústí nad Labem et à 86 km au nord-ouest de Prague.
La commune est limitée par Český Jiřetín au nord-est, par Lom à l'est, par Litvínov au sud, et par Klíny à l'ouest.

## Histoire
La première mention écrite de la localité date de 1398.

## Transports
Par la route, Meziboří se trouve à 3 km du centre de Litvínov, à 16 km de Most, à 19 km de Teplice, à 38 km d'Ústí nad Labem et à 97 km de Prague.